# Saussay, Eure-et-Loir

Saussay este o comună în departamentul Eure-et-Loir, Franța. În 1 ianuarie 2022 avea o populație de 1.090 de locuitori.